# 왜도
왜도(倭刀)는 명나라 왕조 시기에 만들어진 검으로, 가늘고 길지만 무겁다는 특징이 있다. 전체적으로 곡선 모양을 하고 있는 날카로운 날을 갖고 있다. 당나라 왕조 시기에 만들어진 참마도나 일본도(日本刀 )와 유사한 형태를 하고 있으며, 전체적으로 약간 더 기다란 형태로 변형되었다. 사무라이 또한 많이 사용하였다.

## 이십사반무예
왜도(倭刀)는 십팔기(十八技) 또는 이십사반 무예(二十四般武藝) 가운데 보졸(步卒)이 일본도(日本刀)를 가지고 하던 무예를 가리킨다.
또는 왜도(倭刀)는 일본 고유의 방법으로 만들어진 칼로 단단하고 잘 들기로 알려져 있으며, 예전부터 무기로 썼던 일본칼(일본도)을 가리킨다.

## 같이 보기
- 도검
- 본국검
- 예도